# 蒙特克莱尔州立大学
蒙特克莱尔州立大学，始建於1908年，是美國新泽西州的一所公立研究型大学，也是新泽西州规模第二大的大學，地处纽约都会区。

## 学术
蒙特克莱尔州立大学是新泽西州政府认定的四所公立研究型大学之一，亦被权威的卡内基教育促进基金会认定为“高研究水平大学”。
该校在《美国新闻与世界报道》大学排名中位列全美第166位，公立第79位。
下设10所学院：
- 艺术学院
- 教育与公共服务学院
- 人文与社会科学学院
- 科学与数学学院
- 费利西亚诺商学院： 获得了国际商学院促进协会(AACSB)的认证，并被《普林斯顿评论》评为全美最佳商学院之一[5]。
- 约翰·J·凯利音乐学院
- 传媒学院：运营报纸《The Montclarion》（始于1928年）和广播WMSC（始于1966年）。
- 护理学院
- 研究生院
- 大学学院

提供超过300個主修专业，其中最热门的是工商管理、心理学、计算机科学。
虽然该校是一所庞大的公立大学，但却维持了1:17的师生比例，平均课堂人数为23人，保证了小班授课。
截至2019年9月，有21,007名在校生，其中包括16,687名本科生和4,320名研究生，男女比例为39：61。

## 歷史
1903年，美國新澤西州计划建立一所州立師範学校，选址在纽约市以西19公里处的蒙特克莱尔市，学校也因此得名。
1908年，新澤西州立蒙特克莱尔師範學校（ New Jersey State Normal School at Montclair）正式成立。当时学校占地約25英畝(100000平方米)，有8名教师和187名學生。在学校培养的第一届毕业生中，有日后获得1929年普利策獎的William O. Trapp。
1927年，学校开始颁发学士学位，校名改为蒙特克莱尔州立師範学院(Montclair State Teachers College)。
1932年，学校开始颁发硕士学位，这在全新泽西州的公立大学中是首创。
1952年，全美第一个教育电视节目在该校开播。
1958年，学校与潘澤體育与卫生學院（Panzer College of Physical Education and Hygiene）合併，成為蒙特克莱尔州立学院(Montclair State College)。
1981年，学校开始授予工商管理硕士(MBA)学位。
1994年，学校改名为蒙特克莱尔州立大学(Montclair State University)。

## 著名校友
- 布鲁斯·威利斯，美国著名男演员。
- 艾伦·金斯堡，美国诗人。
- 尤吉·贝拉，美国职棒大联盟人员，棒球名人堂成员。
- 贾森·比格斯，《美国派系列电影》的男主演。
- 雷德曼，美国嘻哈歌手。
- 丹妮亚·拉米雷兹，美国女演员。
- 我的另类罗曼史乐团。